# لاسي ليمان
لاسي ليمان (بالألمانية: Lasse Lehmann)‏ (20 مايو 1996 بألمانيا - ) هو لاعب كرة قدم ألماني في مركز الهجوم. لعب مع شتوتغارت كيكرز ونادي أونترهاخينغ وStuttgarter Kickers II ‏ وSpVgg Unterhaching II ‏.

## وصلات خارجية
- لاسي ليمان على موقع قاعدة بيانات كرة القدم.إي يو (الإنجليزية)
- لاسي ليمان على موقع بيانات كرة القدم. دي إي (الألمانية)
- لاسي ليمان على موقع عالم كرة القدم.نت (الإنجليزية)